# Arcidiecéze New York
Arcidiecéze New York (latinsky Archidioecesis Neo-Eboracensis) je římskokatolická arcidiecéze na části území severoamerického města New York a části státu New York s katedrálou sv. Patrika v New Yorku. Jejím současným arcibiskupem je kardinál Timothy Dolan.

## Stručná historie
Diecéze byla zřízena v roce 1808 vyčleněním z arcidiecéze baltimorské, k níž byla sufragánní. Na arcidiecézi byl New York povýšen v roce 1850.

## Církevní provincie

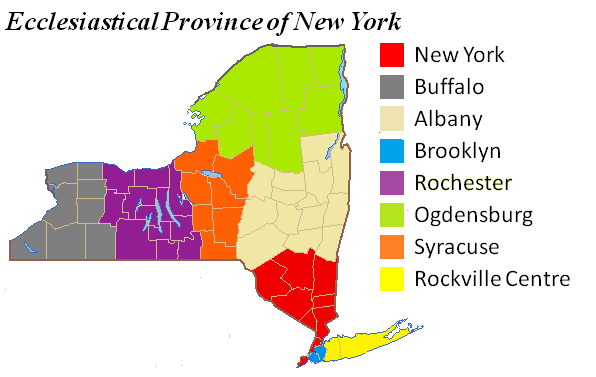
Mapa církevní provincie newyorské

Jde o metropolitní arcidiecézi, jíž jsou podřízeny tyto sufragánní diecéze na území amerického státu New York:
- diecéze Albany
- diecéze brooklynská
- diecéze buffalská
- diecéze Ogdensburg
- diecéze rochesterská
- diecéze Rockville Centre
- diecéze Syracuse